# Kolven
Kolven (norwegisch für Keule, in Australien Alfons Island) ist eine kleine Insel vor der Mawson-Küste des ostantarktischen Mac-Robertson-Lands. In der Utstikkar-Bucht liegt sie 800 m östlich der Insel Stedet unmittelbar nordöstlich des Falla Bluff.
Norwegische Kartographen, die sie auch deskriptiv benannten, kartierten sie anhand von Luftaufnahmen der Lars-Christensen-Expedition 1936/37. Wissenschaftler der Australian National Antarctic Research Expeditions benannten sie dagegen 1959 nach Alfons Bolza (* 1918), Wetterbeobachter auf der Mawson-Station im Jahr 1958.